# L'Homme au masque de fer (film, 1928)
Pour les articles homonymes, voir L'Homme au masque de fer.
Pour plus de détails, voir Fiche technique et Distribution.
L'Homme au masque de fer (The Man in the Iron Mask) est un film britannique réalisé par George J. Banfield et Leslie Eveleigh, sorti en 1928.
Ce film muet en noir et blanc est librement inspiré de la légende de l'Homme au masque de fer, ainsi que d'un roman d'Alexandre Dumas paru en 1847, Le Vicomte de Bragelonne.

## Fiche technique
- Titre original : The Man in the Iron Mask
- Réalisation : George J. Banfield, Leslie Eveleigh
- Scénario : George J. Banfield, George A. Cooper (en), Anthony L. Ellis, d'après Le Vicomte de Bragelonne d'Alexandre Dumas
- Société de production : British Filmcraft Productions
- Société de distribution : Ideal
- Pays d'origine :  Royaume-Uni
- Langue : anglais
- Format : Noir et blanc – 1,33:1 – 35 mm – Muet
- Genre : film historique
- Longueur de pellicule : 651,24 m
- Année : 1928
- Dates de sortie :
  -  Royaume-Uni : avril 1928
- Autres titres connus :
  - Ghosts of Yesterday: The Man in the Iron Mask

## Distribution
- Peggy Carlisle (en) : le lecteur du conte
- Annesley Hely : Nicolas Fouquet
- Gabrielle Morton : Louise de La Vallière
- G. H. Mulcaster : Louis XIV / l'inconnu